# Fosfenitoína
La fosfenitoína, comercializada bajo la marca Cerebyx entre otras, es un medicamento utilizado para tratar el estado epiléptico y prevenir las convulsiones. Puede usarse en lugar de fenitoína en quienes no pueden tomar medicamentos por vía oral. Se administra mediante inyección en una vena o músculo.
Los efectos secundarios de este medicamento incluyen mareos, nistagmo, picazón, entumecimiento, somnolencia y mala coordinación; otros efectos secundarios pueden incluir presión arterial baja, prolongación del intervalo QT, síndrome de Stevens-Johnson, angioedema y problemas hepáticos. El uso durante el embarazo de este medicamento  puede dañar al bebé. Es un profármaco de la fenitoína y actúa bloqueando los canales de sodio.
Este medicamento fue aprobado para uso médico en los Estados Unidos en el 1996, y está disponible como medicamento genérico. En el Reino Unido, un vial de 750 mg le cuesta al NHS unas 40 libras esterlinas. En Estados Unidos esta cantidad cuesta unos 24 USD.